# Tučín
Tučín település Csehországban, Přerovi járásban. Tučín Radslavice, Želatovice, Přerov, Podolí és Pavlovice u Přerova településekkel határos. Lakosainak száma 446 fő (2024. január 1.).

## Népesség
A település lakosságának változását az alábbi diagram mutatja:
| Lakosok száma | 394  | 510  | 590  | 515  | 476  | 430  | 422  | 440  | 424  | 446  |
|               | 1869 | 1900 | 1921 | 1961 | 1980 | 2011 | 2016 | 2019 | 2021 | 2024 |